# № 779-2

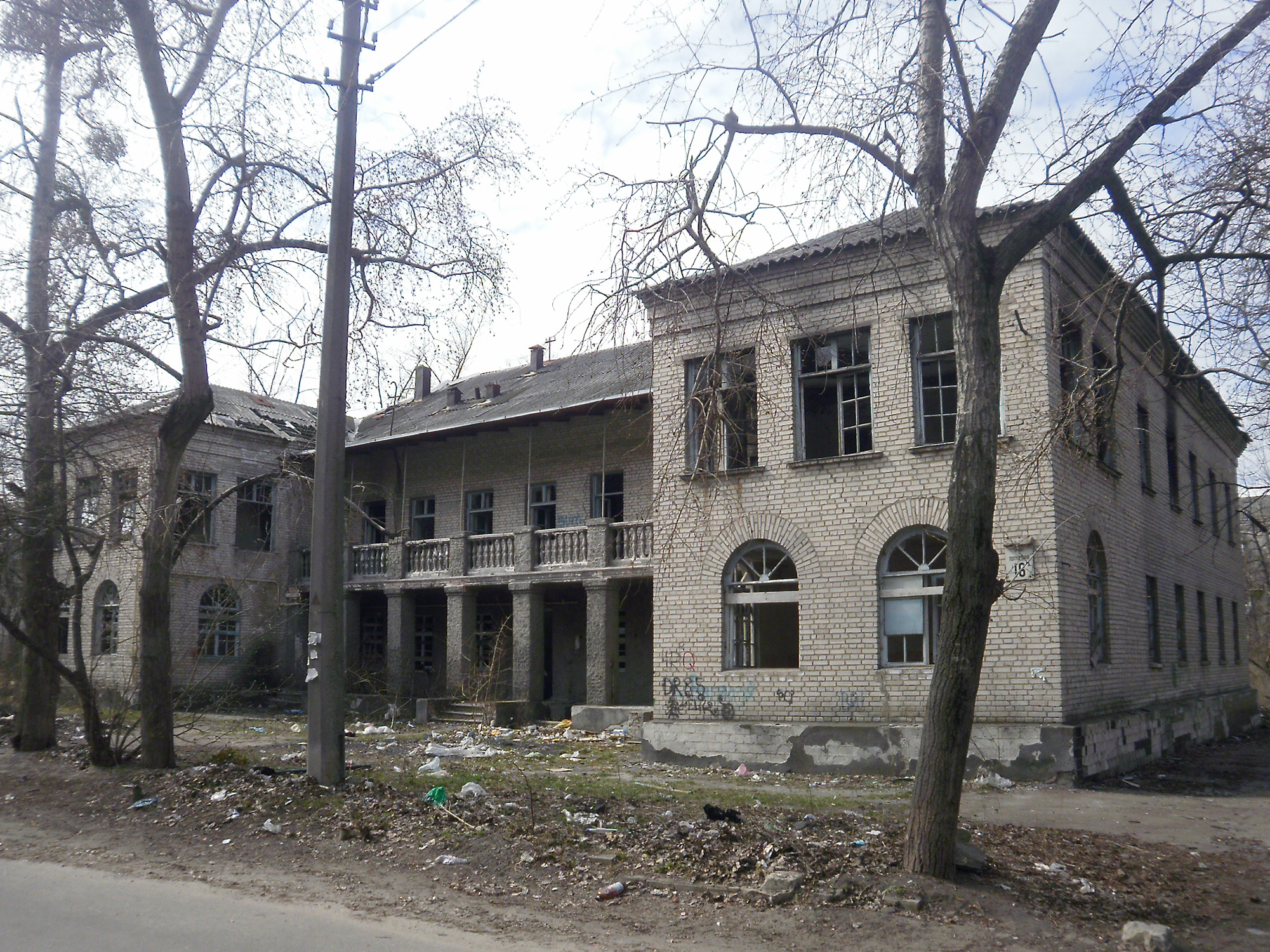
Київ, дитячий садок № 216

№ 779-2 (779/2, 780), пізніше 2-04-10 — типовий проєкт ясел на 110 місць. 
Розроблений у 1947 р. рос. Госздравпроекті при Міністерстві охорони здоров'я СРСР, архітектор М. Л. Якобсон.
Будівлі за проєктом зведені в Росії, Україні, Білорусі й Естонії.

## Опис
Двоповерхова цегляна Н-подібна в плані будівля. Розміри в плані 30×20,7 м. Головний фасад має два ризаліти шириною 6,7 і глибиною 2,3 м з великими вікнами, розділеними на 3 двома кам'яними стійками. В них розміщуються 4 дитячі кімнати 50,3 м². Між ризалітами 7 вікон, по боках входи і сходи, на другому поверсі дитяча кімната з 5 вікнами площею 59,5 м². Дворовий фасад має два ризаліти шириною 6,7 і глибиною 4,25 м. В них розміщуються 4 веранди площею 28–28,3 м². Веранди першого поверху мають вікна з напівкруглими сводами по 1 з боків і по 2 з дворової фасади; другого поверху – великі прямокутні по 2 з боків і по 3 фасади. Решта стіни торцових фасадів має по 5 вікон. Між ризалітами 7 вікон з входом посередині і балконом на колонах.
Висота поверху 3,3 м. Дахи над основним об'ємом і крилами чотирисхилі. Висота цоколю 0,7 м, карнизу 7,9 м, гребня даху крил 10,3 м, основного даху 11,9 м.

## Галерея

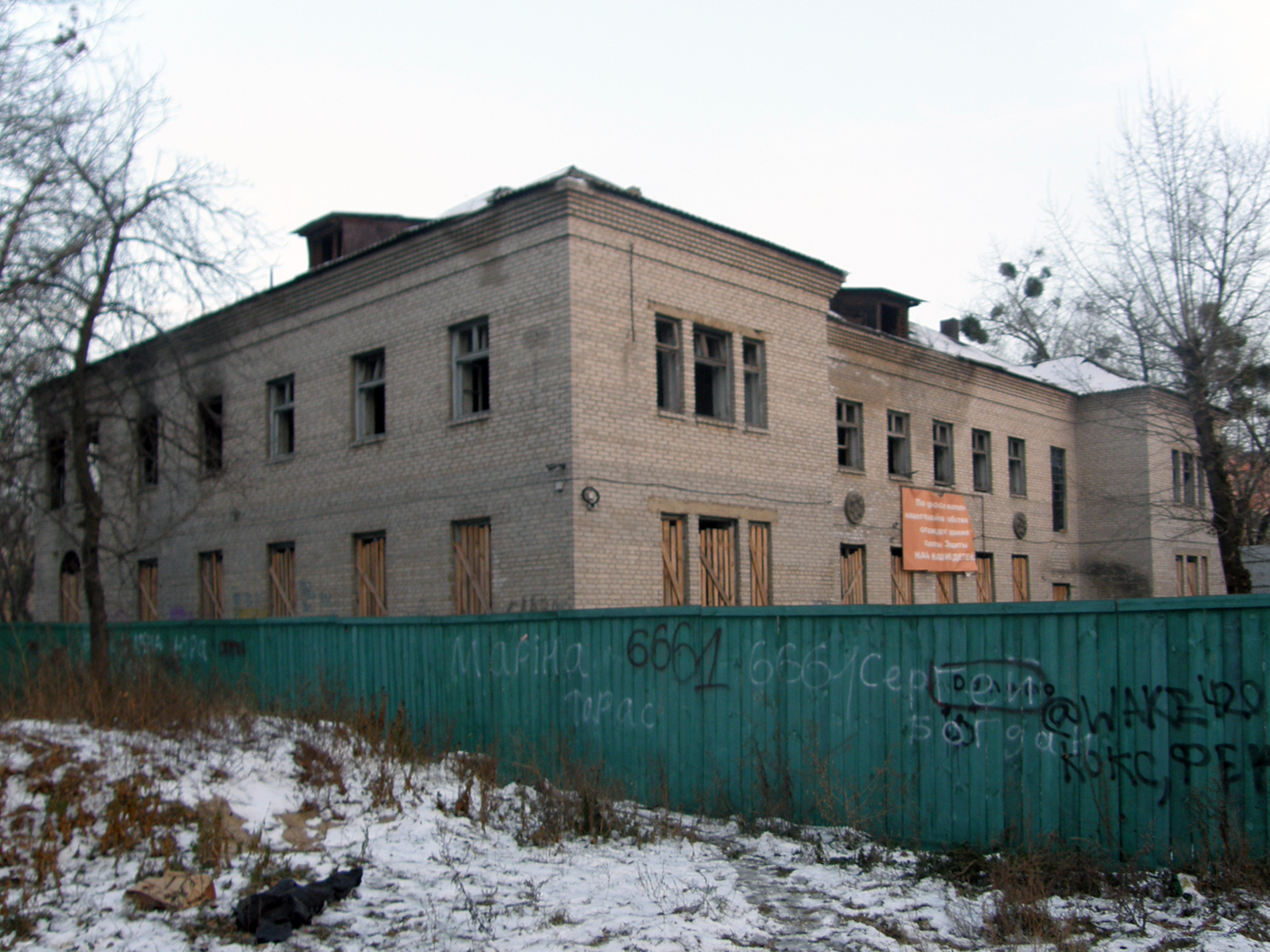
Київ, Дарниця, дитячий садок № 216 ВО «Хімволокно», закритий у 2004
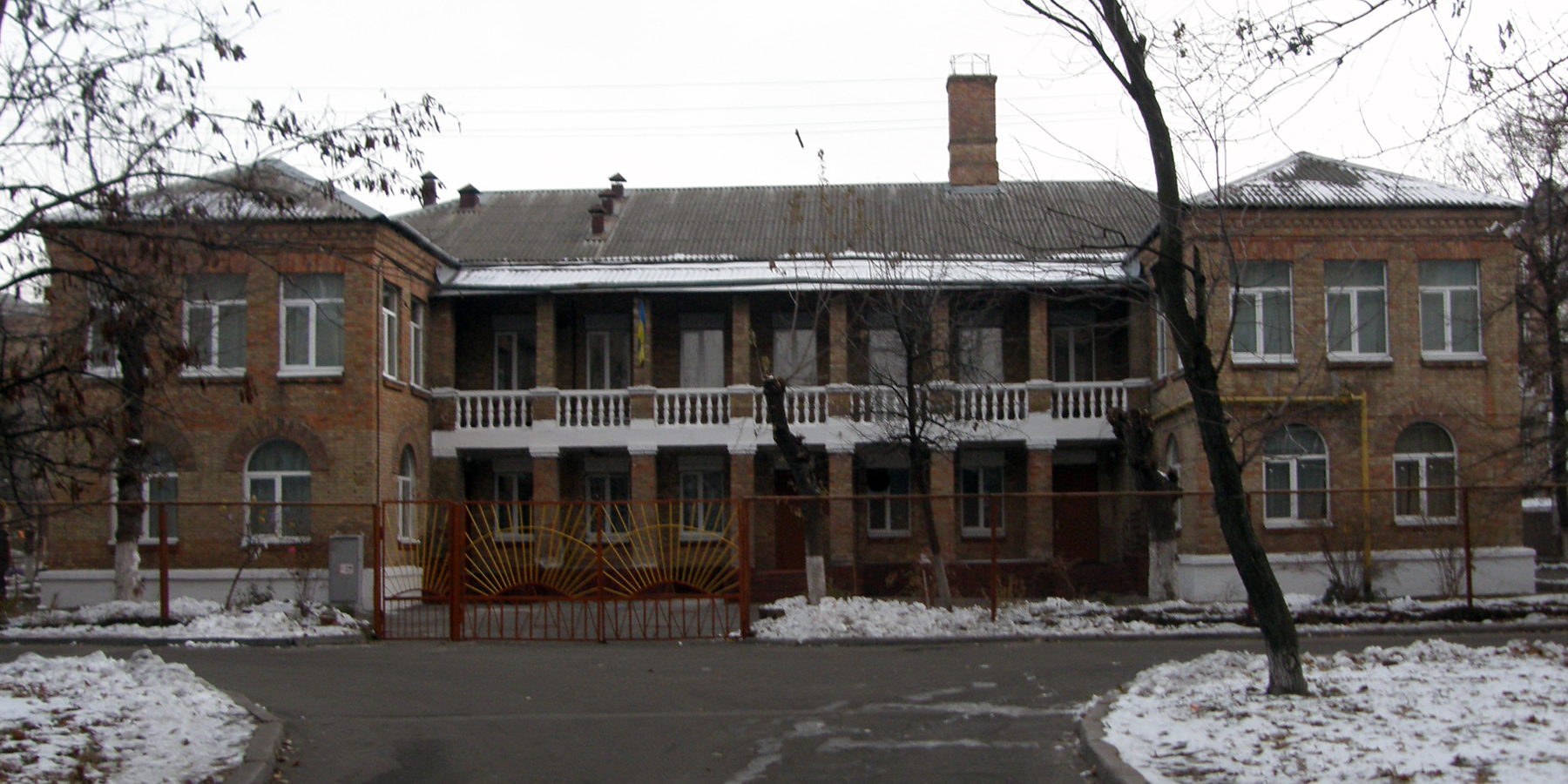
Київ, Дарниця, дитячий садок № 184
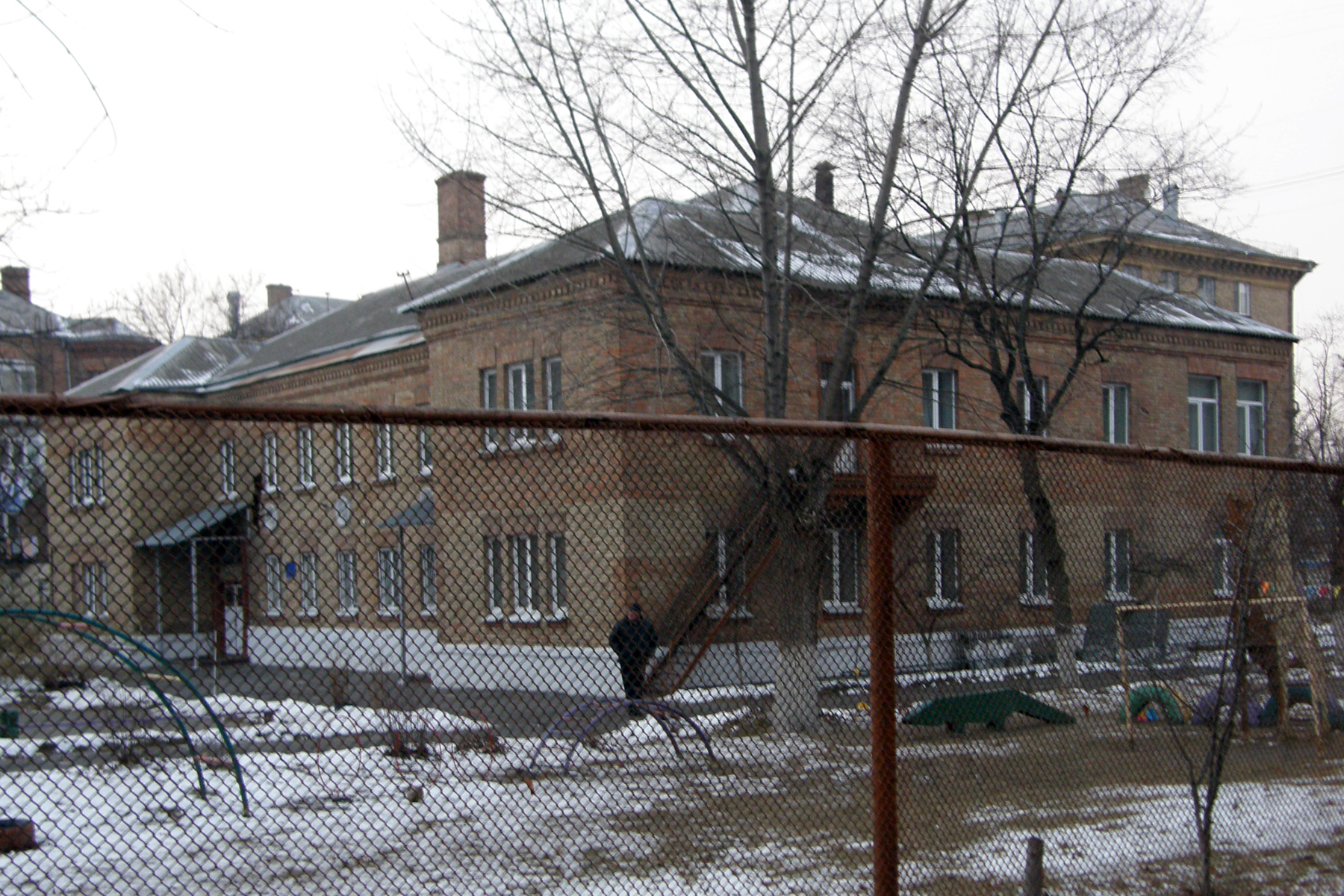
Київ, Дарниця, дитячий садок № 184
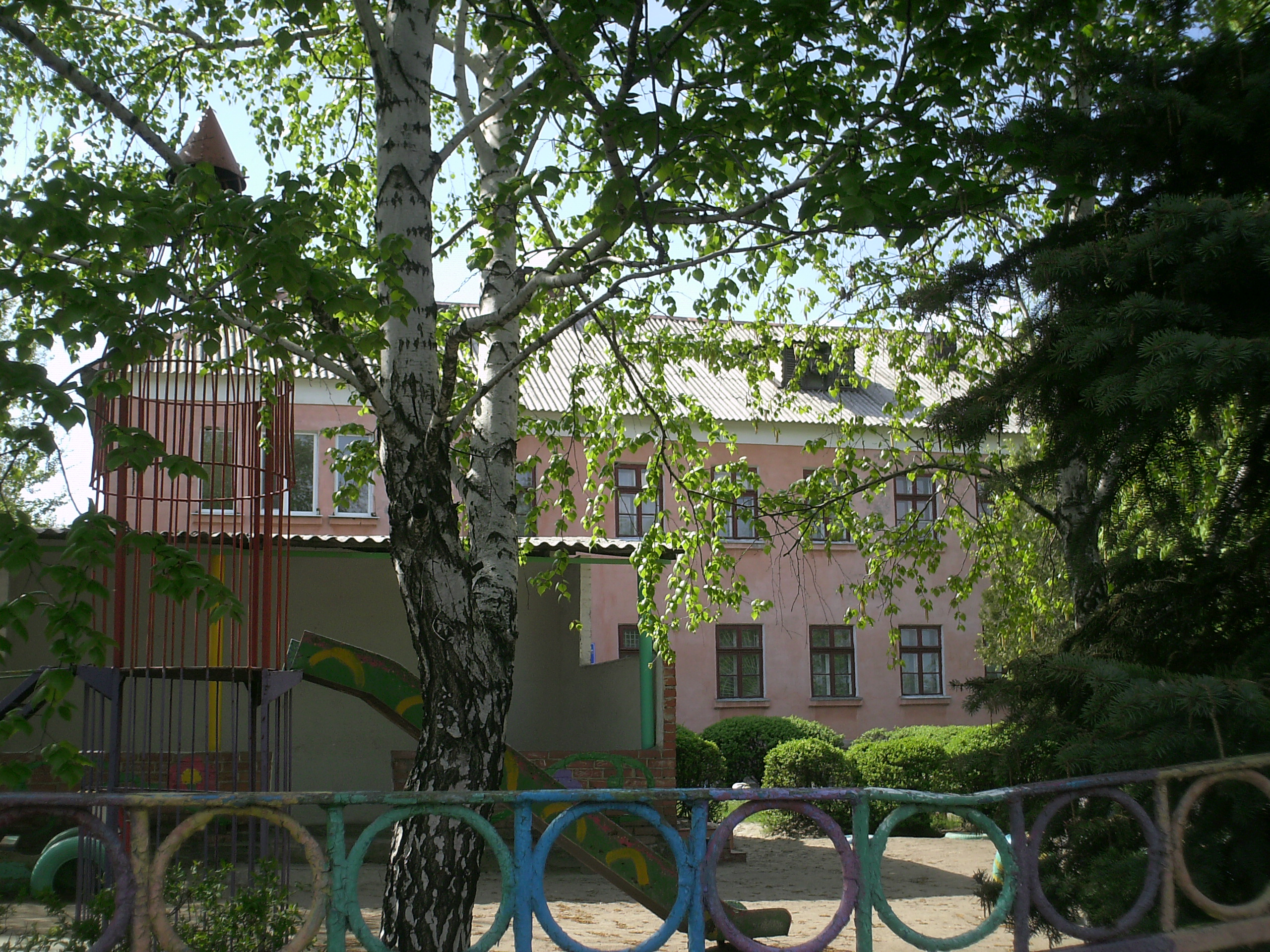
Краматорськ, Красногірка, дитячий садок № 75, 1953 р.
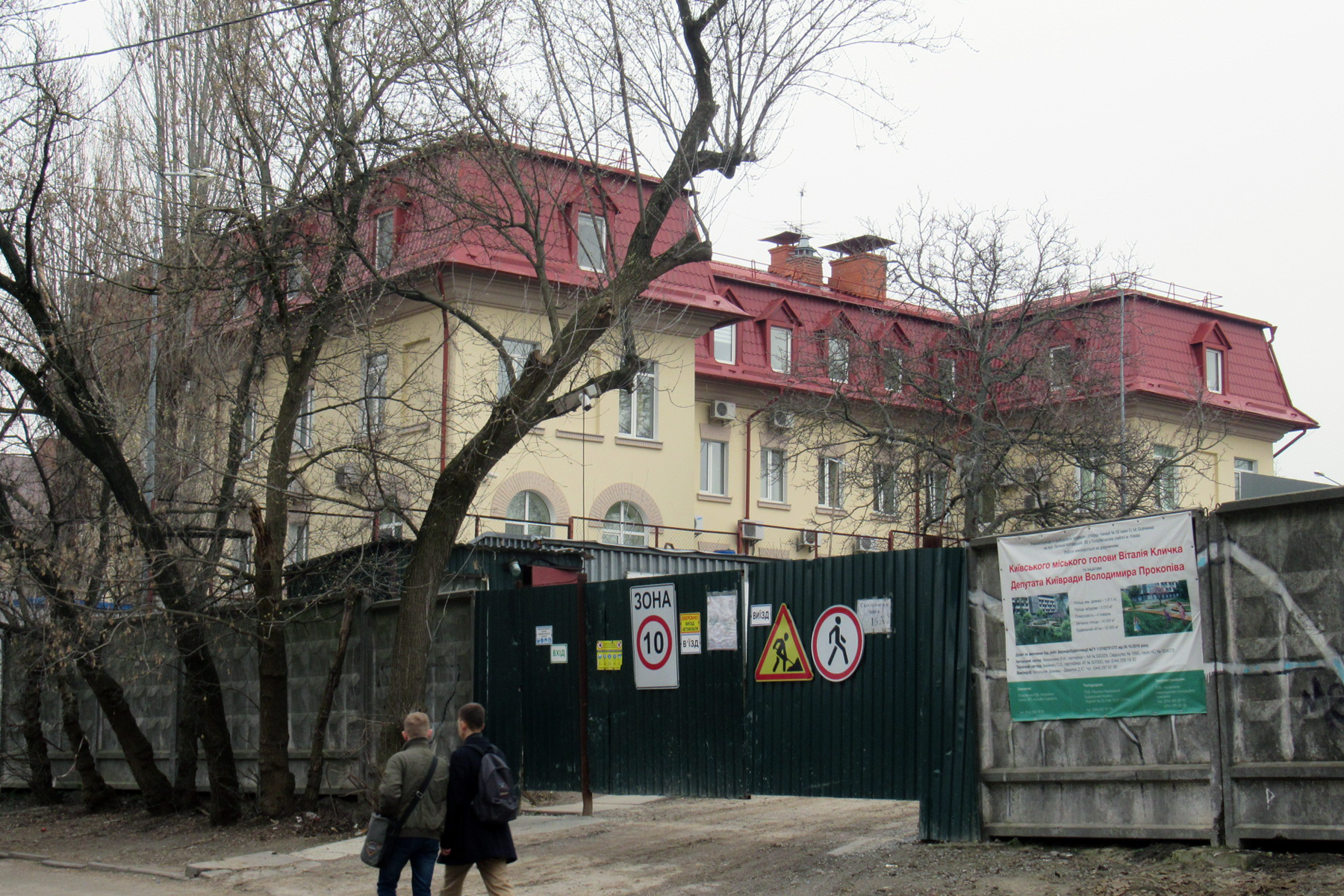
Київ, Саперна слобідка, Стратегічне шосе, 16, нині офісна будівля